# (11352) Koldewey
(11352) Koldewey (1997 WP22) – planetoida z pasa głównego asteroid okrążająca Słońce w ciągu 5,66 lat w średniej odległości 3,17 j.a. Odkryta 28 listopada 1997 roku.